# Dissoziale Persönlichkeitsstörung
Die dissoziale Persönlichkeitsstörung oder antisoziale Persönlichkeitsstörung (APS) ist eine psychische Erkrankung und Verhaltensstörung. Der Begriff dissozial leitet sich ab vom lateinischen Präfix dis = ‚un-, weg-‘ und socialis = ‚gemeinschaftlich‘. Sie sollte nicht mit der dissoziativen Identitätsstörung verwechselt werden.
Typisch für diese Persönlichkeitsstörung sind Verantwortungslosigkeit und Missachtung sozialer Normen, Regeln und Verpflichtungen, fehlendes Schuldbewusstsein sowie geringes Einfühlungsvermögen in andere Personen. Oft besteht eine niedrige Schwelle für aggressives oder gewalttätiges Verhalten, eine geringe Frustrationstoleranz sowie eine mangelnde Fähigkeit, aus Erfahrung zu lernen. Beziehungen zu anderen Menschen werden eingegangen, sind jedoch nicht stabil. Zur APS gehört auch die Psychopathie; der Begriff Soziopathie wird hingegen verschieden definiert und wird im klinischen Zusammenhang kaum mehr verwendet.
Menschen mit dissozialer Persönlichkeitsstörung kommen häufiger als im Bevölkerungsdurchschnitt mit dem Gesetz in Konflikt. Laut DSM-5 sind etwa 3 % der Männer und 1 % der Frauen betroffen. Am häufigsten findet sich die antisoziale Persönlichkeitsstörung (teilweise mehr als 70 % der Untersuchten) bei Menschen in Suchtbehandlungszentren, in Gefängnissen und im Maßregelvollzug.

## Beschreibung
Die antisoziale Persönlichkeit macht sich meist schon im Kindes- und Jugendalter durch Missachtung von Regeln und Normen bemerkbar (z. B. Schulschwänzen, Vandalismus, Fortlaufen von Zuhause, Stehlen, häufiges Lügen) sowie durch die Unfähigkeit zu sozialem Lernen aus Erfahrungen. Wenn das Verhalten vor dem 10. Lebensjahr beginnt, entwickelt sich diese Persönlichkeitsstörung meist aus einer chronischen Störung des Sozialverhaltens. Im Erwachsenenalter führen Betroffene ihr Verhalten oft fort und fallen häufig durch nur zeitweiliges Arbeiten, Gesetzesübertretungen, Gereiztheit und körperlich aggressives Verhalten, Nichtbezahlen von Schulden, Rücksichtslosigkeit und teilweise auch durch Rauschmittelkonsum auf. Nicht selten kommen sie deshalb ins Gefängnis.
Kriminalität ist allerdings nicht notwendig für die Diagnose von APS, da es auch viele angepasste Menschen mit APS gibt, die beruflich erfolgreich sind. In der Berufswelt können antisoziale Persönlichkeitszüge zum Vorteil werden: Ergebnisse einer Studie weisen darauf hin, dass Führungspersonen von Unternehmen häufiger von dieser Störung betroffen sein könnten. Auch darf man nicht den Fehler begehen, bei jedem delinquenten Menschen von einer APS auszugehen. Es gibt viele Gründe für Delinquenz, und die APS ist nur einer davon.
Personen mit einer APS sind häufig impulsiv, leicht reizbar und planen nicht voraus. Darüber hinaus zeigen sie keine Reue für ihre Vergehen und Straftaten. Ihre gefühlsmäßigen Beziehungen zu anderen Personen sind so schwach, dass sie sich nicht in Personen hineinversetzen können und keine Schuldgefühle oder Verantwortungsbewusstsein kennen. Dadurch fällt es ihnen schwer, persönliche Grenzen zu respektieren und auf andere Menschen Rücksicht zu nehmen. Ihr eigenes Gefühlsrepertoire (besonders das für negative Gefühle) kann beschränkt sein, weswegen sie Gesten von anderen Personen imitieren. Gefühle anderer hingegen nehmen sie gut wahr und können sie manipulierend ausnutzen, während sie selbst mitunter außergewöhnlich charmant sein können. Sie können aber auch eine spielerische Leichtigkeit ausstrahlen und bei guter intellektueller Begabung unter Umständen recht geistreich, witzig und unterhaltsam sein.

## Subtypen
Dissoziale Persönlichkeitsstörungen lassen sich weiter in drei Subtypen einteilen, über die allerdings wissenschaftliche Kontroversen geführt werden.

### Instrumentell-dissoziales Verhalten
Dieser Subtyp ist vor allem auf Geld, materielle Werte sowie Macht ausgerichtet. Die Personen haben keinen Leidensdruck, sondern ein übersteigertes Selbstvertrauen und Machtgefühl und daher keine Veränderungsbereitschaft. Diese Wesensart hat Ähnlichkeit mit dem, was früher als Psychopathie bezeichnet wurde: Fehlen von Einfühlungsvermögen, Schuldgefühl oder Angst, oberflächlicher Charme und Gefühlsregungen und instabile, wechselnde Beziehungen. Allerdings kann dies manchmal der gesellschaftlichen Norm entsprechen.

### Impulsiv-feindseliges Verhalten
Charakteristisch ist eine geringe Handlungskontrolle, hauptsächlich aufgrund starker Impulsivität. Die fehlende Handlungskontrolle ist der Person selbst kaum bewusst. Die gemütsmäßige Beteiligung ist hier hoch; unter anderem sind Wut und Ärger fast immer zu finden. Materieller Gewinn ist hier kein entscheidender Handlungsauslöser. Handlungen von anderen werden ähnlich wie bei der paranoiden Persönlichkeitsstörung vorschnell als negativ, zum Beispiel als Bedrohung oder Provokation gedeutet, und es wird, kombiniert mit geringer Frustrationstoleranz, dementsprechend aggressiv reagiert. Die Handlungen sind dabei spontan und ungeplant.

### Ängstlich-aggressives Verhalten
Die dritte Gruppe ist vor allem im forensischen Bereich auffällig. Hier findet man oft deprimierte, schüchterne und ängstliche Personen, die in Extremsituationen Gewaltausbrüche produzieren, welche diejenigen der anderen beiden Subtypen übertreffen können. Außerhalb ihrer Ausbrüche sind die meisten beherrschte und sonst weniger auffallende Menschen. Traumatische Erlebnisse finden sich hier am häufigsten.
Des Weiteren können auch Mischtypen auftreten.

### Nach Theodore Millon
Der amerikanische Psychologe Theodore Millon schlug fünf Subtypen der antisozialen Persönlichkeitsstörung vor. Diese Konstrukte sind jedoch nicht im DSM-5 oder ICD-10 enthalten.
| Subtypen                                   | Eigenschaften |
| Nomadisch (schizoide und vermeidende Züge) | Ist verstört, fühlt sich unglücklich, verurteilt; oft wie ein Streuner, Außenseiter, "zigeunerartig" (im Original: „gypsy-like“) umherwandernder Vagabund. Handelt impulsiv und meist nicht gutartig.                                        |
| Bösartig (sadistisch und paranoide Züge)   | Bösartig, beängstigend, brutal, nachtragend; streitlustig, kämpferisch. Erwartet Verrat und Strafe; wünscht sich Rache; furcht- und schuldlos, herzlos, trotzig.                                                                             |
| Habgierig (negativistisch)                 | Fühlt sich absichtlich verweigert und seiner Identität beraubt; raffgierig, gnadenlos, unzufrieden; neidisch, missgönnend. Unzufrieden-sehnsuchtsvoll, sucht Vergeltung; habsüchtiger Geiz; hat mehr Freude daran zu nehmen als zu besitzen. |
| Risikofreudig (theatralische Züge)         | Unerschrocken, waghalsig, kühn; rücksichtslos, tollkühn, impulsiv, achtlos; ungehindert durch Gefahr; verfolgt gefährliche, riskante Vorhaben.                                                                                               |
| Ruf-verteidigend (narzisstische Züge)      | Muss als unfehlbar, unzerbrechlich, unbesiegbar, unbeugsam, furchtbar, unverletzlich wahrgenommen werden; unnachgiebig, wenn der Status angezweifelt wird; reagiert sehr leicht über.                                                        |

In einer anderen Version unterscheidet Millon sogar zehn Subtypen, welche sich teilweise mit dem obigen überlappen: Geizig, Risikofreudig, Bösartig, Tyrannisch, Heimtückisch, Unehrlich, Explosiv und Harsch. Allerdings findet diese Einteilung selten Verwendung.

## Abgrenzung zur Psychopathie und Soziopathie
Auch wenn die Begriffe Psychopathie und antisoziale Persönlichkeitsstörung erhebliche Gemeinsamkeiten aufweisen und insbesondere im allgemeinen Sprachgebrauch meist nicht klar unterschieden werden, ist eine Abgrenzung der Psychopathie von der APS notwendig. Obwohl beide Störungen signifikant miteinander korrelieren und deutliche Überschneidungen hinsichtlich ihrer Merkmale aufweisen, sind beide nicht als identisch zu betrachten. Meist wird die Psychopathie als besonders schwere Form der antisozialen Persönlichkeitsstörung angesehen.
Laut Hare et al. (1990) lassen sich psychopathische Verhaltensweisen in zwei Gruppen unterteilen:
1. Die der eigensüchtigen, mitleidlosen Individuen mit überhöhtem Selbstwertgefühl, die andere ausbeuten.
2. Die der Individuen mit einem antisozialen, von Impulsivität und Verantwortungslosigkeit geprägten Lebensstil (entsprechend den Kriterien der APS).

Eine Person muss zur Erfüllung der Kriterien der Psychopathie laut Hare Persönlichkeitsmerkmale wie die Unfähigkeit zur Empathie, ein grandioses Gefühl der eigenen Wichtigkeit und fehlende Gefühlstiefe besitzen, die für die Diagnose der APS nicht erforderlich sind.
Laut Hare et al. (1990) weisen nur ca. 20 % der Personen mit einer antisozialen Persönlichkeitsstörung hohe Werte im Bereich der Psychopathie auf. Manche Menschen mit antisozialer Persönlichkeitsstörung sind demnach Psychopathen, viele andere aber nicht.
Andererseits kann Psychopathie mitunter auch bei Menschen auftreten, die die Diagnosekriterien der APS nicht erfüllen, z. B. als Komorbidität einer narzisstischen oder Borderline-Persönlichkeitsstörung (siehe: Psychopathie). Manche Psychopathen können lange sozial angepasst und psychiatrisch und forensisch gänzlich unauffällig sein, eine normale oder sogar erfolgreiche Biographie aufweisen und mitunter durch besonderen Ehrgeiz, Berechnung und Machtstreben sogar hohe Führungspositionen erreichen (hoch funktionale → „erfolgreiche Psychopathen“).
Ebenfalls abzugrenzen gilt der Begriff der Soziopathie. Diese stellt keine offizielle psychiatrische Diagnose dar und ist nicht in Diagnosesystemen wie ICD-10 oder DSM-5 gelistet. Soziopathie bezieht sich auf Verhaltensmuster, die von der Gesellschaft allgemein als regelwidrig, antisozial oder kriminell betrachtet werden. Oft haben Soziopathen diese Verhaltensmuster in ihrer (früheren) sozialen Umgebung erlernt oder waren dort sogar für das Überleben auf sie angewiesen.

## Klassifikation und Diagnose
In der ICD-10 wird die Bezeichnung „dissoziale Persönlichkeitsstörung“ verwendet, das DSM-5 benutzt die Formulierung „antisoziale Persönlichkeitsstörung“. Während das DSM-5 die Diagnose einer antisozialen Persönlichkeitsstörung ausdrücklich erst ab dem 18. Lebensjahr gestattet, gibt die ICD-10 keine entsprechend enge Altersgrenze vor.

### ICD-10
Im ICD ist die Störung als „spezifische Persönlichkeitsstörung“ gelistet und wird folgendermaßen umrissen:

„Eine Persönlichkeitsstörung, die durch eine Missachtung sozialer Verpflichtungen und herzloses Unbeteiligtsein an Gefühlen für andere gekennzeichnet ist. Zwischen dem Verhalten und den herrschenden sozialen Normen besteht eine erhebliche Diskrepanz. Das Verhalten erscheint durch nachteilige Erlebnisse, einschließlich Bestrafung, nicht änderungsfähig. Es besteht eine geringe Frustrationstoleranz und eine niedrige Schwelle für aggressives, auch gewalttätiges Verhalten, eine Neigung, andere zu beschuldigen oder vordergründige Rationalisierungen für das Verhalten anzubieten, durch das der betreffende Patient in einen Konflikt mit der Gesellschaft geraten ist.“

Die ICD-10-Kriterien beschreiben neben sozialer Abweichung charakterliche Besonderheiten, insbesondere Egozentrik, mangelndes Einfühlungsvermögen und defizitäre Gewissensbildung. Kriminelle Handlungen sind also nicht zwingend erforderlich. Mindestens drei der folgenden Eigenschaften oder Verhaltensweisen müssen vorliegen:
1. Unbeteiligtsein gegenüber den Gefühlen anderer,
2. Deutliche und andauernde verantwortungslose Haltung und Missachtung sozialer Normen, Regeln und Verpflichtungen,
3. Unfähig dauerhafte Beziehungen aufrechtzuerhalten, obwohl keine Schwierigkeit besteht, sie einzugehen,
4. Sehr geringe Frustrationstoleranz und niedrige Schwelle für aggressives, einschließlich gewalttätiges Verhalten,
5. Fehlendes Schuldbewusstsein oder Unfähigkeit aus negativer Erfahrung, insbesondere Bestrafung, zu lernen,
6. Deutliche Neigung, andere zu beschuldigen oder plausible Rationalisierungen für das eigene Verhalten anzubieten, durch welches die Betreffenden in einen Konflikt mit der Gesellschaft geraten sind.

### DSM-5
A. Es besteht ein tiefgreifendes Muster von Missachtung und Verletzung der Rechte anderer, das seit dem 15. Lebensjahr auftritt. Mindestens drei der folgenden Kriterien müssen erfüllt sein:
1. Versagen, sich in Bezug auf gesetzmäßiges Verhalten gesellschaftlichen Normen anzupassen, was sich in wiederholtem Begehen von Handlungen äußert, die einen Grund für eine Festnahme darstellen.
2. Falschheit, die sich in wiederholtem Lügen, dem Gebrauch von Decknamen oder dem Betrügen anderer zum persönlichen Vorteil oder Vergnügen äußert.
3. Impulsivität oder Versagen, vorausschauend zu planen.
4. Reizbarkeit und Aggressivität, die sich in wiederholten Schlägereien oder Überfällen äußert.
5. Rücksichtslose Missachtung der eigenen Sicherheit bzw. der Sicherheit anderer.
6. Durchgängige Verantwortungslosigkeit, die sich im wiederholten Versagen zeigt, eine dauerhafte Tätigkeit auszuüben oder finanziellen Verpflichtungen nachzukommen.
7. Fehlende Reue, die sich in Gleichgültigkeit oder Rationalisierungen äußert, wenn die Person andere Menschen gekränkt, misshandelt oder bestohlen hat.

B. Die Person ist mindestens 18 Jahre alt.
C. Eine Störung des Sozialverhaltens war bereits vor Vollendung des 15. Lebensjahres erkennbar.
D. Das antisoziale Verhalten tritt nicht ausschließlich im Verlauf einer Schizophrenie oder einer bipolaren Störung auf.

### DSM-5 Alternativ-Modell
Das Alternativ-Modell des DSM-5 in Sektion III schlägt folgende diagnostische Kriterien vor:
A. Mittelgradige oder stärkere Beeinträchtigung im Funktionsniveau der Persönlichkeit, die sich durch typische Schwierigkeiten in mindestens zwei der folgenden Bereiche manifestiert:
1. Identität: Egozentrik; das Selbstwertgefühl ist abhängig vom persönlichen Vorteil, Macht oder Vergnügen.
2. Selbststeuerung: Die persönliche Zielsetzung orientiert sich am eigenen Nutzen; es fehlt an prosozialen inneren Maßstäben verbunden mit dem Versagen, sich gesetzeskonform oder gemäß den ethisch-kulturellen Normen zu verhalten.
3. Empathie: Fehlende Anteilnahme an den Gefühlen, Bedürfnissen oder dem Leiden anderer; fehlende Reue nach dem Verletzen oder Misshandeln anderer.
4. Nähe: Abneigung gegenüber wechselseitigen nahen Beziehungen, da Ausnutzen eine bevorzugte Form der Beziehungsgestaltung ist, dies auch unter Einschluss von Täuschung und Nötigung; Einsatz von Dominanz oder Einschüchterung, um andere zu kontrollieren.

B. Vorliegen von mindestens sechs der folgenden problematischen Persönlichkeitsmerkmale:
1. Neigung zur Manipulation: Häufiges Anwenden von List, um andere zu beeinflussen oder unter Kontrolle zu halten; Einsatz von Verführung, Charme, Redegewandtheit oder Schmeichelei, um die eigenen Ziele zu erreichen.
2. Gefühlskälte: Fehlende Betroffenheit hinsichtlich der Gefühle und Probleme anderer; Mangel an Schuldgefühlen oder Reue hinsichtlich negativer oder nachteiliger Wirkungen der eigenen Handlungen auf andere; Aggression; Sadismus.
3. Unehrlichkeit: Unaufrichtigkeit und Betrügerei; unzutreffende Selbstdarstellung; Ausschmückungen und Erfindungen beim Darstellen von Ereignissen.
4. Feindseligkeit: Anhaltende oder häufige Gefühle von Ärger; Ärger oder Gereiztheit bereits bei geringfügigen Kränkungen und Beleidigungen; gemeines, gehässiges oder rachsüchtiges Verhalten.
5. Neigung zum riskanten Verhalten: Ausübung gefährlicher, risikoreicher und potenziell selbstschädigender Tätigkeiten ohne äußere Notwendigkeit und ohne Rücksicht auf mögliche Folgen; Anfälligkeit für Langeweile und gedankenlose Aufnahme von Tätigkeiten, um der Langeweile zu entgehen; Mangel an Bewusstsein für die eigenen Grenzen und Verleugnung realer persönlicher Gefahr.
6. Impulsivität: Handlungen erfolgen Hals über Kopf als unmittelbare Reaktion auf einen Auslöser, sie sind vom Augenblick bestimmt, ohne Plan oder Berücksichtigung der Folgen; Schwierigkeiten, Pläne zu entwickeln oder zu verfolgen.
7. Verantwortungslosigkeit: Missachtung und mangelnde Einhaltung von finanziellen oder anderen Verpflichtungen oder Zusagen; fehlender Respekt vor und mangelnde Konsequenz bei Vereinbarungen und Versprechungen.

Beachte: Die Person ist mindestens 18 Jahre alt.

### Diagnose
Für die Diagnose einer antisozialen Persönlichkeitsstörung oder einer dissozialen Persönlichkeitsstörung müssen die oben genannten Kriterien der DSM-5 oder ICD-10 erfüllt werden.
Die Diagnose kann z. B. durch Fragebogenverfahren erfolgen. Problematisch bei der Diagnose von Persönlichkeitsstörungen ist jedoch, dass die Betroffenen oft wissen, was der Therapeut von ihnen erwartet und sie dementsprechend antworten. Um dennoch ein realistisches Bild der Person zu erhalten, bitten Therapeuten oft auch die Angehörigen um Auskunft.
Um andere Ursachen des abweichenden Verhaltens auszuschließen, verfolgt der Arzt eine Ausschlussdiagnostik. Dazu führt der Arzt unter anderem einige physiologische Untersuchungen durch, z. B. eine Blut- oder Urinuntersuchung, um festzustellen, ob das Verhalten nicht auf Drogenkonsum zurückzuführen ist. Durch bildgebende Verfahren werden mögliche Läsionen im Gehirn ausgeschlossen oder gegebenenfalls entdeckt.

## Ursachen
Die Entwicklung des Krankheitsbildes ist ein Zusammenwirken von biologischen, psychischen und umweltbezogenen Faktoren.

### Biologische Faktoren

#### Genetik und Epigenetik
In den Genen lassen sich Ursachen für die Entwicklung der Störung finden. Hierbei spielen allerdings nicht einige wenige Gene allein eine wichtige Rolle, sondern vielmehr die interaktive genetische Prädisposition.
Neuere Forschungen erhärten demnach die Hypothese, dass diese Störung durch ein Zusammenspiel biologischer und sozialer Faktoren hervorgerufen wird. Avshalom Caspi und seine Mitarbeiter (2002) untersuchten 442 männliche, erwachsene Neuseeländer, von denen 154 in ihrer Kindheit sexuell missbraucht oder körperlich misshandelt wurden. Sie analysierten den Einfluss eines bestimmten Gens, das die Hirnchemie beeinflusst. Dieses Gen kommt in einer stark und einer schwach aktiven Variante vor. Es bestimmt das Niveau der Monoaminooxidase-A (MAO-A). Dies ist ein Enzym, das die Neurotransmitter Serotonin, Dopamin und Norepinephrin (Noradrenalin) verstoffwechselt. 85 Prozent der Versuchspersonen, die traumatisiert worden waren und die zudem die schwach aktive Variante des Gens hatten, entwickelten Formen des antisozialen Verhaltens. Die Untersuchungsteilnehmer mit der hoch aktiven Variante dieses Gens aber wurden nur äußerst selten durch antisoziales Verhalten auffällig – unabhängig davon, ob sie als Kind misshandelt und missbraucht worden waren oder nicht (siehe auch: Warrior Gene).
Zuletzt fand sich eine (vermutlich epigenetisch bedingte) Korrelation zwischen dem Zigarettenkonsum während der Schwangerschaft und der Entwicklung einer antisozialen Persönlichkeitsstörung des Kindes.

#### Frontale Dysfunktion
Es finden sich seit Längerem Hinweise auf eine hirnorganische Dysfunktion im Bereich des Frontallappens. Ein Defizit im limbischen, paralimbischen System sowie in den neokortikalen und frontalen Strukturen des Gehirns ist verantwortlich für ein Defizit in emotionalen, motivationalen, motorischen und auch kognitiven Verarbeitungsprozessen. Beeinträchtigt sind demnach der präfrontale Kortex und der Schläfenlappen, insbesondere die Amygdala, der Hippocampus und der Gyrus temporalis superior. Diese sind am Erlernen von Furchtreaktionen sowie dem Moral- und Mitgefühl beteiligt.
Zudem ist die soziale und emotionale Selbstregulation durch Funktionen spezifischer frontaler und limbischer Areale gesteuert, was sich wiederum im Verhalten einer Person mit antisozialer Persönlichkeit widerspiegelt.
Weitere Evidenz für diese Theorie bieten Patienten, welche Schädigungen des frontalen Kortex nach Schädelhirntraumata, zerebrovaskuläre Erkrankungen oder degenerative neurologische Erkrankungen vorweisen. Diese Erkrankungen führen zu genau diesen charakteristischen Syndromen, welche unter anderem durch Impulsivität, sozial unangemessenes Verhalten, hohe Ablenkbarkeit und emotionale Labilität definiert sind.
Diese Befunde zu Defiziten im frontalen Kortex lassen sich nicht nur bei einer dissozialen Persönlichkeitsstörung, sondern auch bei der Borderline-Persönlichkeitsstörung finden.

#### Familiäre Häufung
Adoptionsstudien zeigen, dass Gene und Umwelt eine Rolle spielen:

„Ein Forschungsteam erhob eine Stichprobe von 95 Männern und 102 Frauen, die wenige Tage vor ihrer Geburt zur Adoption freigegeben worden waren. Institutionelle Daten lieferten ausreichend Informationen über die biologischen Eltern, um beurteilen zu können, ob diese an einer antisozialen Persönlichkeitsstörung litten. Diese Daten erlaubten eine Erfassung des Beitrags genetischer Faktoren zu der Störung. Die Forscher erhoben zudem Daten über die Lebensumstände in den Adoptivfamilien: Mit Hilfe von Interviews bestimmten sie, ob die Teilnehmer unter widrigen Umweltbedingungen aufwuchsen, also beispielsweise Adoptiveltern hatten, die Eheprobleme, Drogen- oder Alkoholprobleme hatten. Diese Daten erlaubten eine Erfassung des Beitrages umweltbedingter Faktoren zu der antisozialen Persönlichkeitsstörung. Die Ergebnisse zeigten, dass beide Einflussgrößen von Bedeutung sind: Bei Personen, deren biologische Eltern die Störung aufwiesen, oder die unter widrigen Umweltbedingungen aufwuchsen, wurde im Durchschnitt mit einer höheren Wahrscheinlichkeit eine antisoziale Persönlichkeitsstörung diagnostiziert.“

Eine familiäre Häufung findet sich also bei Verwandten ersten Grades des Betroffenen, bei welchen die Wahrscheinlichkeit, an einer dissozialen Persönlichkeitsstörung zu erkranken oder sie zu entwickeln, erhöht ist. Unterstützend dazu tritt eine antisoziale Störung häufiger bei eineiigen Zwillingspaaren auf, als bei zweieiigen Zwillingen. Daraus lässt sich ebenfalls vermuten, dass das Risiko, diese Störung zu entwickeln, teilweise vererbt wird.
Des Weiteren lassen Zwillingsstudien vermuten, dass es eine biologische Basis für die antisoziale Persönlichkeitsstörung gibt. Viding et al. fanden 2005 heraus, dass ca. 80 % der Varianz durch genetische Faktoren erklärbar waren.

#### Neurobiologische Befunde
In kernspintomographischen Untersuchungen ließ sich ein reduziertes Frontallappenvolumen bzw. eine Volumenreduktion der präfrontalen grauen Substanz feststellen.
Mittels einer funktionellen nuklearmedizinischen Bildgebung fand man eine verminderte präfrontale Stoffwechselaktivität, welche sich in einem niedrigen Glucoseumsatz zeigte.
Wissenschaftler haben außerdem Belege dafür gefunden, dass das Gehirn von Personen mit antisozialer Persönlichkeit anders auf Bilder von Gewalt reagiert als das eines gesunden Menschen. Ein kleiner Bereich der äußeren Schicht des Gehirns, der sogenannten Inselrinde, wird bei der Schmerzwahrnehmung und bei Mitgefühl mit anderen aktiviert. Bei Personen mit dieser Störung ist die Inselrinde kaum oder gar nicht aktiv.
Weitere Hinweise lassen sich in der Amygdala finden, welche bei dieser Störung ein geringeres Volumen aufweist. Da sie für die Furchtkonditionierung und die emotionale Bewertung eine wichtige Rolle spielt, entspricht dieser Befund dem Verhalten der Person.

#### Neuropsychologische Testergebnisse
Dinn und Harris untersuchten 2000 mit verschiedenen neuropsychologischen Testverfahren die kognitiven Funktionen, die frontalen exekutiven Funktionen sowie die elektrodermale Reaktivität bei Männern mit einer antisozialen Persönlichkeitsstörung.
Im Vergleich zu der bestehenden „gesunden“ Kontrollgruppe zeigte die Gruppe der Männer mit der antisozialen Störung neuropsychologische Defizite in Tests, die orbitrofrontalen Dysfunktionen zugeordnet werden können. In diesem Bereich sind vor allem die Feedback-Informationsverarbeitung, welche Belohnung und Bestrafung koordiniert, sowie die Handlungsplanung stark beeinträchtigt. Dies bedeutet, dass mit einer antisozialen Persönlichkeitsstörung ein selektives Defizit im System des orbitofrontalen Kortex einhergeht.
Allerdings war ebenfalls zu beobachten, dass die Männer besseres divergentes Denken aufwiesen als die Kontrollgruppe mit den „gesunden“ Probanden.

### Umweltbezogene Faktoren
Bowlby konnte einen Zusammenhang zwischen APS und fehlender mütterlicher Zuwendung feststellen. Glueck und Glueck stellen bei den Müttern der Personen mit APS einen Mangel an Zuwendung und eine Neigung zur Impulsivität fest. Außerdem neigten sie zum Alkoholismus. Antisoziale Persönlichkeiten kommen häufig aus zerrütteten Elternhäusern, in denen entweder Gewalt vorherrschte oder in denen sie vernachlässigt wurden. Dazu kommt ein Mangel an Liebe und Fürsorge, der zu fehlender Orientierung seitens des Kindes führt. In vielen Fällen gab es familiäre Konflikte. Viele antisoziale Persönlichkeiten sind in einer Großfamilie auf engem Raum aufgewachsen, erfuhren uneindeutige Erziehungsstile der Eltern, die prosoziales Verhalten nicht oder selten beachtet haben, oder hatten delinquente Geschwister. Ein Vorbote für das im Erwachsenenalter feststellbare antisoziale Verhalten war das Vorhandensein dissozialer Verhaltensauffälligkeiten im Kindesalter.
Eine Studie von Horwitz et al. aus 2001 bestätigt diese Vermutung, dass Betroffene, die im Kindesalter misshandelt worden waren, auch noch nach 20 Jahren eher mit einer antisozialen Persönlichkeitsstörung diagnostiziert werden konnten. Lobbestael et al. verwiesen im Jahre 2010 noch einmal darauf, dass besonders physischer Missbrauch ein erhöhtes Risiko einer antisozialen Störung hervorrufen würde.
Durch diese fehlende Zuwendung konnten die Patienten kein Urvertrauen in der frühen Kindheit aufbauen und ebenfalls keine emotionale Bindung eingehen. Durch diese fehlende Sozialisation entwickeln sie nach dem frühen Kindesalter nur noch Beziehungen, in denen sie Macht ausüben können oder in denen sie sich zerstörerisch verhalten.
Aus Sicht der kognitiven Verhaltenstherapie spielen Lernfaktoren eine große Rolle, da die Betroffenen ihr eigenes Verhalten von dem ihrer Eltern (womöglich) übernommen haben. Mit großer Wahrscheinlichkeit haben die Eltern bzw. ein Elternteil ein aggressives Verhalten mit besonderer Aufmerksamkeit belohnt oder rücksichtsloses, aggressives bzw. egoistisches Verhalten nicht unterbunden. Dadurch tritt dieses Verhaltensmuster häufiger auf und mit jeder Wiederholung wird es schwieriger, dieses Verhalten zu verändern. Vor allem die antisoziale Verhaltensstörung in der Kindheit und Jugend ist ein enormer Risikofaktor für eine spätere antisoziale Persönlichkeitsstörung.

## Komorbiditäten
Aus einer Studie von Javdani et al. aus 2011 und von Swogger et al. aus dem Jahre 2009 ist hervorgegangen, dass die Betroffenen ein erhöhtes Suizidrisiko aufweisen, ohne dass sie ein erhöhtes Risiko einer Major-Depression besitzen. Der Grund für das erhöhte Risiko liegt vermutlich in der Impulsivität der Personen sowie dem fehlenden Sicherheitsbewusstsein.
Rane et al. (2000) haben außerdem herausgefunden, dass eine antisoziale Persönlichkeitsstörung oftmals mit anderen Störungen gemeinsam auftritt. So wiesen von ihren untersuchten Versuchspersonen mit einer antisozialen Persönlichkeitsstörung 33 % ebenfalls eine Schizophrenie auf, 38 % eine affektive Störung, 19 % eine Angststörung und 24 % eine andere Persönlichkeitsstörung.

## Therapie
Prinzipiell wird die Behandlung auf Grund der Komorbiditäten schwierig, da die Störung des Sozialverhaltens meist mit anderen Störungen auftritt, z. B. Suchterkrankungen, einer affektiven Störung oder einer Psychopathie.
Dementsprechend sind mehrere Behandlungsansätze nötig, darunter Psychotherapie, tiefenpsychologische Beratung oder eine kognitive Verhaltenstherapie. Der Erfolg dieser Therapieformen hängt von der Schwere des Einzelfalls ab, allerdings sind die meisten Fälle mit geringerer Wahrscheinlichkeit therapierbar. Die Einnahme von Psychopharmaka scheint ebenfalls nur wenig dazu beizutragen, eine antisoziale Persönlichkeitsstörung wirksam und dauerhaft zu verändern.
Untersuchungen haben gezeigt, dass Menschen mit einer antisozialen Persönlichkeitsstörung durchaus veränderbar sind, allerdings nur, wenn sie nicht schon kriminelle Gewalttäter geworden sind. Vor allem die pathologische Angstfreiheit macht die Behandlung sowie die Lernprozesse, die der Patient durchlaufen muss, kompliziert.
Zudem ist der Mangel an emotionalem Einfühlungsvermögen des Patienten ein negativer Indikator, der sich auf den psychotherapeutischen Austausch auswirkt. Des Weiteren kann es durchaus vorkommen, dass der Patient den Therapeuten zu manipulieren versucht oder aber vollkommenen Widerstand mittels einsilbiger Antworten zeigt. Durch den schwach ausgeprägten subjektiven Leidensdruck verfügt der Patient über eine geringe Therapiemotivation und externalisiert jegliche Verantwortung. Es ist nicht unüblich, dass der Patient versucht, gegenüber dem Therapeuten zu dominieren oder Machtkämpfe ausübt, um ein Gefühl der Kontrolle über ihn zu erhalten.
Eine weitere Komplikation kann für den Therapeuten das Phänomen der Projektion sein, d. h. der Patient nimmt den Therapeuten als unehrlichen und nur an persönlicher Ausbeutung interessierten Menschen wahr. Er projiziert dementsprechend seine eigenen Charakterzüge auf den Therapeuten.
Effektiver ist hierbei die Behandlung von Kindern mit antisozialen Auffälligkeiten. Bei Förderung mit emotionaler Zuwendung und intensiven Freizeitaktivitäten verlieren Kinder vor dem 3. Lebensjahr das Risiko, sich langfristig antisozial zu verhalten.

### Psychotherapeutische Ansätze
Die psychotherapeutische Behandlung ist die bekannteste Behandlung der antisozialen Persönlichkeitsstörung. Das Ziel hierbei ist es, jene Eigenschaften des Patienten langfristig zu ändern, die zu Aggressivität, Gewalttätigkeit und kriminellen Handlungsweisen führen können. Dabei sollen die zwischenmenschlichen und sozialen Kompetenzen verbessert und eine bessere Kontrolle der Impulsivität erreicht werden. Zudem kann das Einfühlungsvermögen der Betroffenen gefördert werden und dabei insbesondere bezogen auf die Auswirkungen ihrer Handlungen für die betroffenen Personen der fehlenden Empathie.
Des Weiteren lernen die Patienten Strategien kennen, mit denen sie Rückfälle in alte Verhaltensmuster vermeiden können. Dabei wird auf Ansätzen von Schuldbewusstsein aufgebaut. Wenn die Patienten unter einer Komorbidität mit z. B. Depression leiden, sind sie häufig eher bereit, in der Therapie mitzuarbeiten und über Veränderungen zu sprechen.
Mögliche Probleme und Lösungsansätze
Meistens ist die Teilnahme an einer Psychotherapie nicht freiwillig, sondern eine gerichtliche Anordnung oder geschieht auf Druck des Arbeitgebers. Bei straffällig gewordenen Patienten, die aufgrund ihres Verhaltens im Gefängnis einsitzen, kann es durchaus vorkommen, dass sie zwangsweise an einem Therapieangebot im Gefängnis teilnehmen. Aus diesen Gründen wird in vielen Therapiekonzepten daran gearbeitet, die Veränderung in der Kriminalität und Gewalttätigkeit zu bewirken.
Erhöhung des Therapieerfolgs
Vieles liegt bei der Beratung an der Einstellung des Therapeuten hinsichtlich der Ausbaufähigkeit des Erfolgs. Der Therapeut sollte dahingehend motiviert und zuversichtlich mit der Person sprechen und die Sichtweisen des Patienten akzeptieren, jedoch auch klare Grenzen der Autorität setzen können. Im besten Fall sollte der Therapeut seine Ziele gegenüber dem Patienten überzeugend darstellen und auf die individuellen Bedürfnisse des Patienten eingehen. Positiv wirkt sich zudem ein klar strukturiertes Vorgehen und eine gezielte Nachversorgung aus. Bei dieser Behandlung geht es vor allem um das Zwischenspiel zwischen autoritärer, strafender und lockerer Therapie.

### Tiefenpsychologisch-fundierte Therapie
Diese Therapieform dient vor allem der Unterstützung und bringt viel Strukturierung in den Alltag des Patienten. Im Vordergrund stehen hauptsächlich die Hintergründe der Störung und die Möglichkeiten zur Veränderung, die dem Patienten nähergebracht werden sollen. Therapieansätze, die wenig Struktur aufweisen und in denen Deutungen oder Ambiguitäten eine wichtige Rolle spielen, werden dagegen als wenig zielführend angesehen.

### Kognitive Verhaltenstherapie
Die kognitive Verhaltenstherapie ist die wohl erfolgreichste Therapieform. Sie kann sowohl das kriminelle Verhalten verringern als auch Persönlichkeitsmerkmale günstig verändern. Es werden die sozialen Kompetenzen verbessert, was als wichtigstes Element der Therapie gilt. Der Patient soll hierbei lernen, wie man eigene Bedürfnisse verwirklicht, aber auch auf die Bedürfnisse anderer Menschen Rücksicht nimmt.
In dieser Therapieform übt der Patient, Wünsche, Absichten und Gefühle anderer Menschen besser wahrzunehmen, die eigene Selbstkontrolle zu verbessern, positive zwischenmenschliche Beziehungen aufzubauen und mit Ärger besser umzugehen. Dies kann beispielsweise mit Rollenspielen, gedanklichen Übungen und Verhaltensexperimenten geübt werden.
Ein weiterer wichtiger Aspekt der Verhaltenstherapie ist die Entwicklung von Mitgefühl für die von ihrem Verhalten betroffenen Personen. Dazu gehört vor allem die Übernahme von Verantwortung für die eigenen Taten, z. B. durch Vorstellung dieser. Bekannt ist die Technik, zwei Briefe zu schreiben, von denen einer eine Stellungnahme aus der Sicht des Betroffenen beinhaltet und der andere eine Entschuldigung bei der betroffenen Person.
All diese Gedanken, Gefühle und Verhaltensweisen werden gebündelt dokumentiert, um Rückfällen vorzubeugen, indem diese bei Androhung eines Rückfalls mit dem Therapeuten erneut aufgearbeitet werden. Dabei werden die eigenen Strategien, mit denen gewalttätigen Handlungen frühzeitig vorgebeugt werden kann, schriftlich festgehalten, sodass gewährleistet ist, dass alle Beteiligten einem Hineingleiten in erneute Gewalt frühzeitig entgegenwirken können.

### Denkzeit-Training
Ein pädagogisch orientiertes Konzept auf psychoanalytischer Grundlage wurde mit dem Denkzeit-Training speziell für jugendliche Straftäter mit dissozialer Persönlichkeitsstörung von Jürgen Körner und seinen Mitarbeitern im Rahmen eines Forschungsauftrages entwickelt, den Körner 1999 vom Bundesministerium für Familie, Senioren, Frauen und Jugend zur Evaluierung sozialer Arbeit mit Jugendlichen und Heranwachsenden erhielt. Unter Federführung von Körner wurde im Jahr 2003 die Denkzeit-Gesellschaft gegründet, die seitdem das Konzept an verschiedenen Orten im deutschen Bundesgebiet anwendet. Mit Hilfe des operationalisierten Trainings soll die Entwicklung verschiedener sozialkognitiver Kompetenzen delinquenter Jugendlicher gefördert werden, wie beispielsweise die Fähigkeit zur Empathie, zum Verstehen sozialer Konfliktsituationen, zur Affektkontrolle und vieles mehr. Das Training wurde 2002 in Berlin in den Maßnahmenkatalog der Grundlagen für jugendrichterliche Weisungen nach § 10 JGG aufgenommen.

## Geschichte
Die erste Version des DSM im Jahre 1952 führte die sogenannte „soziopathische Persönlichkeitsstörung“ auf. Individuen, welche in diese Kategorie eingestuft wurden, wurden als „krank vor allem hinsichtlich gesellschaftlichem Umgang und in Übereinstimmung mit dem vorherrschenden Milieu und nicht nur in Bezug auf persönliche Beschwerden und Beziehungen zu anderen Individuen“ definiert. Demnach gab es 4 Subtypen, welche als „Reaktionen“ kategorisiert wurden: antisozial, dissozial, sexuell und süchtig. Die antisoziale Reaktion beinhaltete Personen, welche „immer in Schwierigkeiten steckten“ und daraus nicht lernten, keine Loyalität aufrechterhielten, kaum Verantwortung übernahmen und dazu tendierten, ihr Verhalten zu rationalisieren. Diese Kategorie war deutlich spezifischer und limitierter als die existierenden Konzepte des „konstitutionellen psychopathischen Zustandes“ oder der „psychopathischen Persönlichkeit“, welche ein breit gefächertes Milieu umfasste. Eine engere Definition wurde nach den Kriterien von Hervey M. Cleckley aus dem Jahre 1941 entwickelt, während der Begriff der Soziopathie von George Partridge geprägt wurde.
Der DSM-II aus dem Jahre 1968 arrangierte diese Kategorien neu, sodass die „antisoziale Persönlichkeit“ in den 10 Persönlichkeitsstörungen aufgegriffen wurde. Jedoch war sie immer noch spärlich beschrieben und wurde bei Personen diagnostiziert, die: „grundsätzlich unsozialisiert“ sind, in immer wiederkehrenden Konflikten mit der Gesellschaft stehen, unfähig sind Verantwortung zu übernehmen, egoistisch sind, unfähig Schuldgefühle zu empfinden oder von Erfahrungen zu lernen und andere Personen wissentlich blamieren. Das Vorwort im Manual beinhaltet sog. „spezielle Instruktionen“, welche beschreiben, dass „antisoziale Personen immer als milde, moderate oder schwere Fälle spezifiziert werden sollen.“ Der DSM-II warnt zudem, dass eine Geschichte von Rechts- oder Sozialdelikten nicht ausreicht, um eine Diagnose dieser Störung zu rechtfertigen und eine „kriminelle Gruppenhandlung“ in der Kindheit oder der Adoleszenz sowie eine „soziale Fehlanpassung ohne manifeste psychiatrische Störung“ zuerst ausgeschlossen werden sollten. Der dissoziale Persönlichkeitstyp findet sich im DSM-II bei „dissozialem Verhalten“, bei welchen Individuen, die räuberisch handeln und mehr oder weniger kriminellen Beschäftigungen folgen, wie z. B. Prostituierte oder Drogendealer, zu finden sind. Dieser Begriff würde später im Namen der Diagnose aus dem ICD, einem Manual von der World Health Organisation (WHO), als dissoziale Persönlichkeitsstörung beschrieben werden und ungefähr gleichbedeutend mit der APSD-Diagnose sein.
Der DSM-III aus dem Jahre 1980 beinhaltete den vollständigen Begriff der antisozialen Persönlichkeitsstörung und es war erstmals, so wie bei vielen weiteren Störungen, eine Checkliste von Symptomen veröffentlicht worden, welche sich auf das beobachtbare Verhalten fokussierte, um die Verbesserung der Konsistenz in der Diagnose zwischen den verschiedenen Psychiatern zu erreichen (Inter-Rater-Reliabilität). Die ASPD-Symptomliste basiert auf den diagnostischen Forschungskriterien, welche aus den sogenannten Feighner Kriterien aus dem Jahre 1972 entwickelt wurden und diese wiederum weitgehend zu einer der einflussreichsten Forschungen der Soziologin Lee Robins, publiziert im Jahre 1966 unter dem Titel „Deviant Children Grown Up“, zählten. Robins stellte frühzeitig klar, dass, während die neuen Kriterien der frühen kindlichen Verhaltensstörung aus ihrer Arbeit stammten, sie und ihre Forschungskollegin und Psychiaterin Patricia O’Neal die diagnostischen Kriterien von Lees Ehemann Eli Robins erhielten, einer der Autoren der Feighner Kriterien, welcher diese Kriterien als Teil seines diagnostischen Interviews verwendet hatte.
Der DSM-IV behält die Gliederung für verhaltensbezogene antisoziale Symptome bei, mit der Bemerkung: „Dieses Muster wird ebenfalls in der Psychopathie, Soziopathie oder dissozialen Persönlichkeitsstörung gezeigt“ und beinhaltet damit wieder die „assoziierten Eigenschaften“ der zugrundeliegenden Persönlichkeitseigenschaften früherer Diagnosen. Der DSM-5 erstellt dieselbe Diagnose wie der DSM-IV. Jedoch legt die Taschenbuchversion des DSM-5 nahe, dass eine Person mit APSD eventuell „mit psychopathischen Eigenschaften“ auftritt, sollte sie einen „Mangel an Angst oder einen kühnen zwischenmenschlichen Stil zeigen.“

## Kulturelle Rezeption
Siri Hustvedt (eine US-amerikanische Schriftstellerin) beschreibt in ihrem Buch Was ich liebte (Originaltitel What I loved – A Novel, 2003) mindestens zwei Charaktere mit Symptomen der antisozialen Persönlichkeitsstörung. Gegen Ende ihres Buches erwähnt sie die Hinwendung einer anderen Romanfigur zu diesem Phänomen mit folgenden Worten: Violets „Forschungen haben sie vom 18. Jahrhundert in die Gegenwart geführt, von dem französischen Irrenarzt Pinel zu einem lebenden Psychiater namens Kernberg. Terminologie und Ätiologie der Krankheit, die sie untersucht, mögen sich mit der Zeit verändert haben, aber Violet hat sie in allen Formen aufgespürt: folie lucide, Geisteskrankheit, Schwachsinn, Soziopathie, Psychopathie und antisoziale Persönlichkeit, kurz APS. Heutzutage gehen die Psychiater bei der Diagnose der Störung nach Checklisten vor, die sie in Ausschüssen überprüfen und auf den neuesten Stand bringen, doch die am häufigsten vorkommenden Charakterzüge sind: Wandlungsfähigkeit und Charme, pathologisches Lügen, fehlende Einfühlung und Reue, dafür Impulsivität, Gerissenheit und Neigung zur Manipulation, frühe Verhaltensstörungen und die Unfähigkeit, aus Fehlern zu lernen oder auf Strafen zu reagieren.“ In ihrer Danksagung zitiert sie diverse Quellen an Sekundärliteratur, so den erwähnten Otto F. Kernberg und Donald W. Winnicott.
Einer der ersten Filme, die sich mit der dissozialen Persönlichkeitsstörung auseinandersetzen, ist Böse Saat (Originaltitel The Bad Seed, 1956). Die kindliche Mörderin „Rhoda“ macht darin ihre Opfer selbst für deren Tod verantwortlich und verbirgt ihre dunkle Seite hinter einer Maske aus höflichem Charme. Der Film führt ihr Verhalten allerdings einzig auf Vererbung zurück.
Die „Dissoziale Persönlichkeitsstörung“ wird im Tatort: Der wüste Gobi vom 26. Dezember 2017 thematisiert, in dem ein Psychiater sie als angeblich einzige Diagnose stellt.